# Route nationale 86i
Die Route nationale 86I, kurz N 86I oder RN 86I, ist eine ehemalige Nationalstraße in Frankreich.
Die Straße entstand im 19. Jahrhundert als eine der Rhônebrücken bei Viviers (Ardèche) und Châteauneuf-du-Rhône. Zunächst wurde sie als achter Ast der N86 bezeichnet. Bei der Reform von 1933 war zunächst die Nummer N86L vorgesehen. Sie bekam dann schließlich die Nummer N86I zugewiesen. 1973 wird die Nationalstraße abgestuft.